# Légende de Lara Jonggrang
 (mars 2023).
Si vous disposez d'ouvrages ou d'articles de référence ou si vous connaissez des sites web de qualité traitant du thème abordé ici, merci de compléter l'article en donnant les références utiles à sa vérifiabilité et en les liant à la section « Notes et références ».

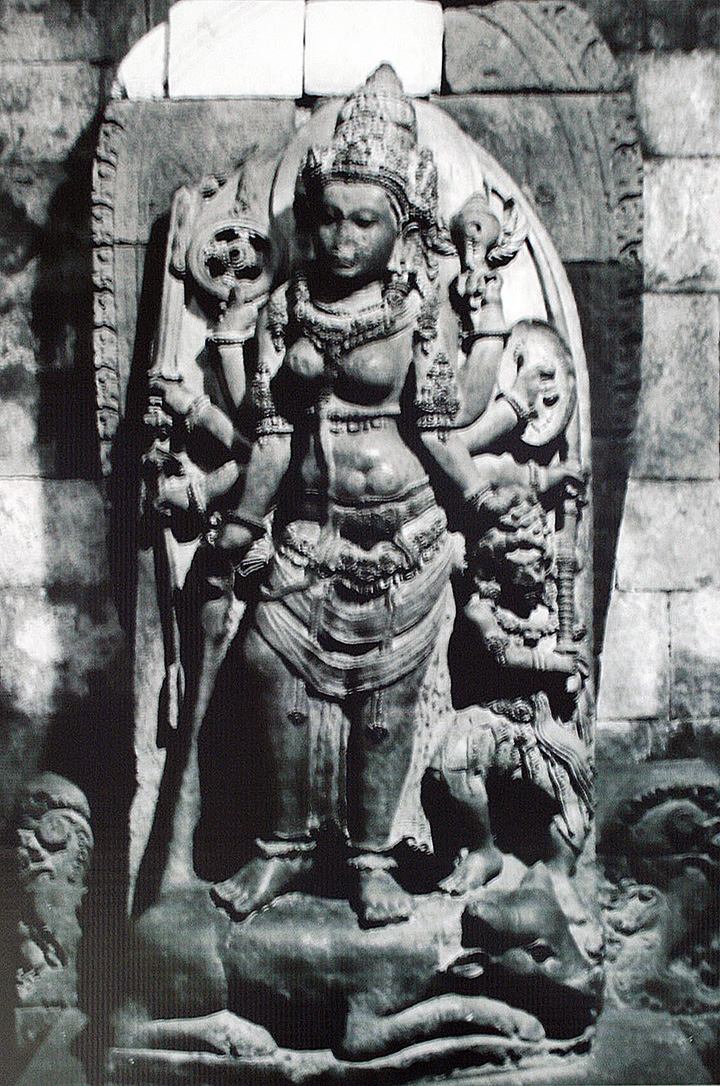
La statue de Durga Mahisasuramardini du temple de Prambanan.

Lara Jonggrang est le nom populaire que les villageois des alentours du temple de Prambanan dans le centre de l'île de Java en Indonésie, ont donné à la statue de Durga Mahisasuramardini, épouse de Shiva, qui se trouve dans l'édifice principal, qui lui est consacré. Ce nom signifie "la mince jeune fille".
Il était une fois un roi du nom de Boko, qui avait une fille d'une grande beauté, Lara Jonggrang. Ayant entendu parler de la beauté de la princesse, un certain Bandung Bondowoso la demande en mariage. Lara Jongrang refuse car elle ne l'aime pas. Devant l'insistance de l'homme, la jeune fille finit par céder, à condition qu'il construise mille temples en un jour et une nuit.
Bandung Bondowoso accepte. Il commence la construction. Mais la nuit tombée, il demande l'aide d'esprits et est sur le point de terminer son œuvre. Ce voyant, Lara Jongrang demande à ses suivantes de faire du bruit et de réveiller les animaux pour effrayer les esprits. Croyant que le jour se lève les esprits regagnent leur tanière. Bandung Bondowoso voit qu'ils n'ont terminé que 999 édifices. Comprenant que Lara Jonggrang a triché, il entre dans une grande colère et transforme Lara Jonggrang en une statue pour orner le dernier temple, ce qui porte ainsi le nombre d'édifices à mille.
En javanais, "mille temples" se dit candi sewu, qui est le nom d'un ensemble bouddhique qui se trouve au nord de Prambanan.